# Festival da Cachaça de Paraty
Il festival da Cachaça de Paraty, anche chiamato festival da Pinga, è un Festival di cultura e sapori creato da un gruppo di giovani imprenditori brasiliani. Il festival si intrattiene nella città di Paraty dagli anni 80 con l'obbiettivo di promuovere i prodotti tipici della zona come ad esempio la Cachaça Gabriela. La Cachaça (o Pinga) è un distillato estremamente alcolico, estratto dalla canna da zucchero brasiliana. Essa è conosciuta con un'infinità di nomi diversi (più di 2000 nomi diversi e oltre 5000 marche) e vanta una produzione record nel paese, seconda nell'ambito degli alcolici solo alla produzione di birra.

## La storia
Nella storia dei liquidi e delle bevande ottenute secondo antiche tecniche di distillazione, sono gli Egizi i primi a individuare la cura di malattie respiratorie attraverso l'inalazione di vapori aromatizzati e fermentati. I Greci arrivano ad ottenere una sostanza alcolica nell'attorcigliare una stoffa di lana inumidita dal vapore di resina di cedro. All'inizio del primo millennio, Plinio il Vecchio citava l'acqua ardens (l'acqua che prende fuoco) nei suoi testi. Da allora gli alchimisti le attribuirono diverse proprietà mistico-medicinali, trasformandola in eau de vie (acqua della vita) indicata e consigliata quale elisir di longevità. L'aguardente attraversò l'Europa e invase il Medioriente con l'espansione dell'Impero romano. I popoli arabi sviluppano gli impianti per la distillazione simili a quelli che conosciamo oggi.
All'inizio del sedicesimo secolo i portoghesi scoprirono nuove terre, propizie alla coltivazione di canna e, insieme allo zucchero, produssero l'aguardente. Riservata inizialmente agli schiavi che dovevano affrontare il lavoro pesante senza sosta e sopportare i supplizi delle torture loro inferte, la Cachaça ha successivamente attratto l'attenzione di molti consumatori assumendo importanza economica nel periodo coloniale del Brasile. Arrivò ad essere valutata come moneta di scambio nel traffico negriero in Africa e scambiata in proporzione maggiore rispetto al tabacco.
In particolare, la Cachaça della città di Paraty divenne così importante economicamente che prestò il suo nome come sinonimo di brandy almeno fino a metà del XX secolo. E anche se quel nome ha perso il suo significato come sinonimo, la città ha organizzato dal 1983, il Festival da Pinga, creato dalla Associazione Industriale e Commerciale, mirando fondamentalmente il salvataggio e la liberazione del più famoso prodotto locale, realizzati da oltre 300 anni sempre in modo artigianale. Nel 1700 la città vantava più di 100 alambicchi, oggi solo le catene Corisco, Cocco, Itatinga Murycana, High Tide sono considerate dagli esperti in spiriti - come i membri della Academia Brasileira da Cachaça e la Confraternita della Coppa Leaky, sia a Rio de Janeiro - come le migliori tra gli alambicchi di oggi.

## La città di Paraty
Paraty, vero e proprio gioiello architettonico è tra le città coloniali meglio conservate del Brasile. Esplose a partire dal XVII secolo, la città si trova all'estremità dell'antica Via dell'Oro, 28 km a sud di Rio de Janeiro. Oggi vive di arte e d'artigianato: gallerie, empori tradizionali e piccoli negozi situati al pianterreno delle famose pousadas, le autentiche case coloniali della città. Grazie ai numerosi ristoranti pronti ad accogliere i visitatori, è possibile sorseggiare un bicchiere della bevanda alcolica di zucchero di canna che rese famosa la città. Nel 1960 (?), data di costruzione della città che all'epoca serviva da base militare per proteggere le esportazioni marittime del prezioso metallo giallo, quasi duecento mulini lavoravano a pieno ritmo per la produzione della preziosa acquavite. Un secolo dopo divenne un grande porto commerciale per la produzione di caffè, "l'oro nero". Le sue case basse si alzarono allora di un piano, ornate di fregi e balconi in ferro battuto, poi colorati in stile coloniale portoghese. Diventata città di passaggio, oggi accoglie migliaia di turisti che desiderano sostare proprio in queste pousadas. I turisti non solo possono godere di mini crociere, relax e immersioni subacquee ma possono immergersi in un'epoca ormai passata, ancora ritmata dalle vetture a cavallo nelle vie lastricate e dei velieri a due alberi che arrivano nel porto. Nel ricco calendario di eventi e feste, Paraty presenta il Flip festa letteraria internazionale e il festival gastronomico da Pinga dove è possibile assaggiare i distillati di canna da zucchero, base per le famose caipirinhas.

## La Cachaça Gabriela
La Cachaça Gabriela  è l'acquavite tipica di Paraty, comune in Brasile, sempre ottenuta dalla distillazione del succo di canna da zucchero. La canna da zucchero, come per il rum, è il principale (ma non l'unico) prodotto da cui si trae la Cachaça. Dicono gli intenditori che la Cachaça Gabriela abbia un'anima. Forse sarebbe più appropriato affermare che abbia uno spirito, dato che è citata in una serie infinita di testi in prosa e poesia, musiche, barzellette, detti popolari, meritando innumerevoli espressioni per designarla nel linguaggio corrente, regionale o di radice autoctona indigena o africana. In campo etimologico, è rintracciabile in alcuni preziosi testi del quindicesimo secolo.

### La sua produzione
La Cachaça si produce in un alanbique, in italiano alambicco, ossia un apparecchio di distillazione consistente in una caldaia collegata, mediante un tubo, ad una serpentina di raffreddamento, al fondo del quale si raccoglie il distillato. Gli Arabi lo perfezionarono e tra il 1500 ed il 1600 alchimisti e monaci si dedicarono alla produzione più disparata di unguenti, oli essenziali ed infine liquidi alcolici. È stato usato per produrre profumi, medicine, acqua da iniezione per uso farmaceutico, in generale per separare e purificare diversi prodotti chimici e per la produzione di bevande alcoliche distillate.  Nella preparazione della Cachaça si utilizza solamente il succo della canna allo stato grezzo, non sottoposto cioè a raffinazione e a separazione della melassa (cosa invece obbligatoria nella fabbricazione del rum, altro distillato proveniente dalla canna da zucchero).
Il succo opportunamente bollito, fermentato e distillato produce così l'acquavite finale. Per la sua produzione vengono utilizzate tecniche miste; per far fermentare il succo di canna da zucchero o la melassa vengono utilizzati lieviti specifici. La distillazione della Cachaça può essere sia continua che discontinua. Dopo la distillazione la Cachaça viene fatta riposare in botti di legno. L'invecchiamento non supera i dodici anni, e viene normalmente trascorso in legno di quercia bianca brasiliana od in altre essenze tropicali di legni duri. Dalla distillazione, dalla quale si ricava un prodotto di gradazione che varia dai 68 ai 70 gradi alcolici, si riduce a circa 40° Vol prima di essere messa a dimora nelle botti di legno che variano da una capacità di 500 litri fino a 5000 litri. La Cachaça può essere bevuta pura o usata come base per cocktails a base di frutta tropicale; molto nota nei bar di tutto il mondo la Caipirinha e la Batida.

## L'evento
L'evento si svolge durante le ultime due settimane di agosto. Dal 2001, il Festival da Pinga si svolge ufficiosamente una settimana prima del solito, con il completamento delle bevande per il concorso create con lo scopo di diffondere l'acquavite paratiense come base per le bevande alcoliche e cocktail. La settimana successiva, il 17, 18 e 19 agosto, il prodotto finito può essere visto e sorseggiato nei migliori bar, ristoranti e banchetti sparsi per il centro storico. Durante le tre giornate lo scenario suggestivo offre mostre dell'artigianato con musica moderna e sofisticata come forró Maestro Ambrogio, il Sambao Neguinho del Beija-Flor, la Pagoda e The Morenos, il forrozão Baião Corda e limousine nera.

### Il regolamento
Dal 9 agosto 2013 il giudice del distretto di Paraty, Admara Schneider ha definito alcuni passi per gestire l'evento nel migliore dei modi. Una delle principali preoccupazioni riguarda il consumo di bevande alcoliche da parte di bambini sotto i 18 anni, il giudice ha ritenuto necessaria la presenza del Consiglio dei Guardiani e il garante per l'infanzia e la gioventù.
Principali deliberazioni:
1. Nei giorni della manifestazione sarà consentito vendere e consegnare il liquore sigillato in vetro fino alle ore 22:00. Dopo tale orario la vendita può essere fatta attraverso bicchieri di plastica tipici dell'evento.
2. Gli orari di chiusura sono i seguenti: giovedì alle 01:00, venerdì e sabato alle 14:00 e domenica a 12:00.
3. La registrazione dei brani di artisti è proibito, la sicurezza agirà con rigore.
4. Il APACP (Associazione dei Produttori e Amigos da Cachaça Paraty) consegnerà braccialetti ai partecipanti dell'evento. Essi conterranno il messaggio che è illegale vendere ai minori.
5. Verrà allestita una struttura per la raccolta delle bottiglie di vetro di scarto.
6. Ci sarà una campagna pro-proibizionismo.